# LeRoy Samse
LeRoy Perry Samse (Kokomo, 13 settembre 1883 – Sherman Oaks, 1º maggio 1956) è stato un astista statunitense.
Alle Olimpiadi di Saint Louis del 1904 si aggiudicò la medaglia di bronzo in questa specialità.
Nel corso della sua carriera ha battuto due volte il record del mondo nel salto con l'asta outdoor (il 2 giugno 1906, a Chicago con le misure di 3,74 m e 3,78 m durante lo stesso evento) e nel salto con l'asta indoor (l'11 marzo 1905 con la misura di 3,44 m e il 22 gennaio 1906 con un salto di 3,49 m).

## Palmarès
| Anno | Manifestazione | Sede      | Evento           | Risultato | Prestazione | Note |
| ---- | -------------- | --------- | ---------------- | --------- | ----------- | ---- |
| 1904 | Olimpiadi      | St. Louis | Salto con l'asta | Argento   | 3,43 m      |      |